# Oenothalia inornata
Oenothalia inornata là một loài bướm đêm trong họ Geometridae.